# Nichole Cordova
Nichole Marie Cordova (17 augustus 1988) is een Amerikaanse zangeres en danseres.
Ze is lid van de Amerikaanse meidengroep Girlicious.
Nichole Marie Cordova groeide op in Texas City, waar ze naar Texas City High School ging en deel uitmaakte van het dansteam. Haar ouders zijn gescheiden. Cordova maakte al solo-opnames sinds ze 14 was. In 2008 had ze een kortstondige relatie met de Canadese zanger Danny Fernandes.
Cordova nam deel aan de realityshow Pussycat Dolls Present: Girlicious. Daarin werd ze een van de vier meisjes van de groep. Cordova werd genoemd als een van de sterkste deelnemers aan de show. Haar zang werd het meest gewaardeerd, maar ze werd bekritiseerd om haar timing. Ze zei ook dat ze in het begin een beetje verlegen was, maar zich uiteindelijk openstelde voor de meisjes en de belevenis. Tijdens de show werd Nichole zeer goede vriendinnen met Tiffanie Anderson en Charlye Nichols. Nichole werd het eerste uitgekozen als lid voor Girlicious.